# Vyšehoří
Vyšehoří (německy Wyschehor) je obec v okrese Šumperk v Olomouckém kraji. Žije zde 277 obyvatel.

## Historie
První písemná zmínka o obci pochází z roku 1397.

## Obyvatelstvo
| Rok            | 1869 | 1880 | 1890 | 1900 | 1910 | 1921 | 1930 | 1950 | 1961 | 1970 | 1980 | 1991 | 2001 | 2011 | 2021 |
| -------------- | ---- | ---- | ---- | ---- | ---- | ---- | ---- | ---- | ---- | ---- | ---- | ---- | ---- | ---- | ---- |
| Počet obyvatel | 291  | 278  | 268  | 294  | 300  | 291  | 311  | 241  | 252  | 233  | 206  | 169  | 197  | 215  | 247  |
| Počet domů     | 49   | 49   | 51   | 50   | 52   | 57   | 61   | 69   | 61   | 60   | 65   | 66   | 68   | 60   | 76   |

## Obecní správa
Mezi lety 1869–1975 Vyšehoří bylo obcí v okrese Zábřeh (1869–1950) a později v okrese Šumperk. Od 1. ledna 1976 do 31. prosince 1991 patřilo jako část obce k Bludovu a od 1. ledna 1992 je opět samostatnou obcí.

### Obecní symboly
Znak a vlajka byly obci uděleny rozhodnutím předsedy Poslanecké sněmovny Parlamentu České republiky dne 13. května 2003.

## Pamětihodnosti
V katastru obce jsou evidovány tyto kulturní památky:
- Kaple svatého Jana Nepomuckého - drobná barokní stavba z konce 18. století, u silnice k Postřelmůvku